# Asura megala
Asura megala là một loài bướm đêm thuộc phân họ Arctiinae, họ Erebidae.